# Comté d'Elk (Kansas)
Pour les articles homonymes, voir Comté d'Elk.
Le comté d’Elk est l’un des 105 comtés de l’État du Kansas, aux États-Unis. Fondé le 25 mars 1875, il a été nommé d’après la rivière Elk.
Siège et plus grande ville : Howard.

## Géolocalisation
| Comté de Butler | Comté de Greenwood  |                     |
|                 | Comté de Elk        | Comté de Wilson     |
| Comté de Cowley | Comté de Chautauqua | Comté de Montgomery |